# ديلون شيبرد
ديلون شيبرد (بالإنجليزية: Dillon Sheppard)‏ (27 فبراير 1979 جنوب أفريقيا - ) هو لاعب كرة قدم جنوب أفريقي، يلعب كلاعب وسط.

## وصلات خارجية
- ديلون شيبرد على موقع قاعدة بيانات كرة القدم.إي يو (الإنجليزية)
- ديلون شيبرد على موقع ناشيونال فوتبول تيمز (الإنجليزية)
- ديلون شيبرد على موقع Soccerway.com (الإنجليزية)